# Diocesi di Bhagalpur

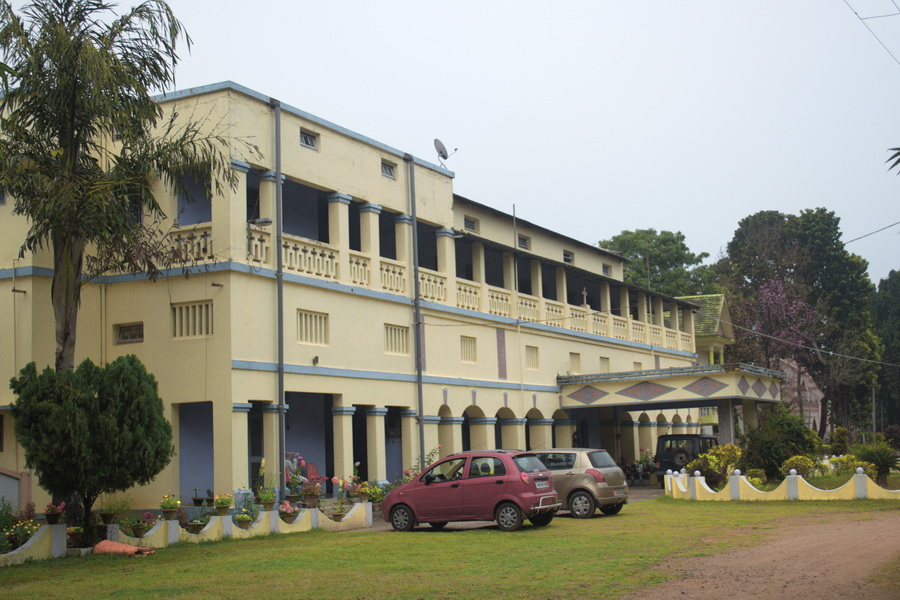
Il palazzo episcopale di Bhagalpur

La diocesi di Bhagalpur (in latino Dioecesis Bhagalpurensis) è una sede della Chiesa cattolica in India suffraganea dell'arcidiocesi di Patna. Nel 2022 contava 103.485 battezzati su 10.297.170 abitanti. È retta dal vescovo Kurian Valiakandathil.

## Territorio
La diocesi comprende le seguenti suddivisioni amministrative dell'India:
- i distretti di Bhagalpur e Banka, e parte di quelli di Jamui e Munger nello stato di Bihar;
- i distretti di Godda e Giridih e porzioni minori dei distretti di Deoghar e Sahibganj nello stato di Jharkhand.

Sede vescovile è la città di Bhagalpur, dove si trova la cattedrale dell'Immacolata Concezione.
Il territorio si estende su 17.766 km² ed è suddiviso in 87 parrocchie.

## Storia
La prefettura apostolica di Bhagalpur fu eretta il 3 agosto 1956 con la bolla Etsi hoc tempore di papa Pio XII, ricavandone il territorio dalla diocesi di Patna (oggi arcidiocesi).
L'11 gennaio 1965 la prefettura apostolica è stata elevata al rango di diocesi con la bolla Cum Dei munere di papa Paolo VI. Originariamente era suffraganea dell'arcidiocesi di Calcutta.
Nel 1968 entrò a far parte della provincia ecclesiastica dell'arcidiocesi di Ranchi.
L'8 ottobre 1970 incorporò una porzione di territorio dell'allora diocesi di Patna e poco dopo un'altra porzione di territorio che era appartenuta all'arcidiocesi di Ranchi. Nel 1984 incorporò altre parrocchie che erano appartenute alla stessa diocesi di Patna.
Il 16 marzo 1999 è divenuta suffraganea dell'arcidiocesi di Patna.

## Cronotassi dei vescovi
Si omettono i periodi di sede vacante non superiori ai 2 anni o non storicamente accertati.
- Urban Eugen McGarry, T.O.R. † (7 agosto 1956 - 30 novembre 1987 ritirato)
- George Victor Saupin, S.I. † (30 novembre 1987 - 2 agosto 1993 deceduto)
  - Sede vacante (1993-1996)
- Thomas Kozhimala † (14 giugno 1996 - 1º giugno 2005 deceduto)
- Kurian Valiakandathil, dall'11 gennaio 2007

## Statistiche
La diocesi nel 2022 su una popolazione di 10.297.170 persone contava 103.485 battezzati, corrispondenti all'1,0% del totale.
| anno | popolazione | popolazione | popolazione | presbiteri | presbiteri | presbiteri | presbiteri                | diaconi | religiosi | religiosi | parrocchie |
| anno | battezzati  | totale      | %           | numero     | secolari   | regolari   | battezzati per presbitero | diaconi | uomini    | donne     | parrocchie |
| ---- | ----------- | ----------- | ----------- | ---------- | ---------- | ---------- | ------------------------- | ------- | --------- | --------- | ---------- |
| 1970 | 15.163      | 5.587.464   | 0,3         | 38         | 12         | 26         | 399                       |         | 38        | 53        | 13         |
| 1980 | 30.799      | 7.990.005   | 0,4         | 57         | 32         | 25         | 540                       |         | 58        | 168       | 29         |
| 1990 | 42.533      | 11.095.000  | 0,4         | 81         | 59         | 22         | 525                       |         | 30        | 238       | 39         |
| 1999 | 63.798      | 15.084.214  | 0,4         | 83         | 59         | 24         | 768                       |         | 66        | 276       | 43         |
| 2000 | 65.813      | 10.086.229  | 0,7         | 94         | 69         | 25         | 700                       |         | 42        | 279       | 44         |
| 2001 | 68.147      | 10.089.408  | 0,7         | 91         | 68         | 23         | 748                       |         | 38        | 287       | 45         |
| 2002 | 70.365      | 8.235.618   | 0,9         | 91         | 68         | 23         | 773                       |         | 39        | 294       | 46         |
| 2003 | 72.485      | 8.242.712   | 0,9         | 92         | 68         | 24         | 787                       |         | 36        | 298       | 46         |
| 2004 | 76.940      | 8.247.236   | 0,9         | 94         | 68         | 26         | 818                       |         | 39        | 306       | 46         |
| 2006 | 82.558      | 8.342.120   | 1,0         | 105        | 79         | 26         | 786                       |         | 53        | 352       | 48         |
| 2012 | 78.359      | 9.446.000   | 0,8         | 121        | 91         | 30         | 647                       |         | 62        | 431       | 69         |
| 2015 | 84.998      | 9.491.472   | 0,9         | 129        | 98         | 31         | 658                       |         | 83        | 457       | 69         |
| 2018 | 90.530      | 9.864.500   | 0,9         | 124        | 98         | 26         | 730                       |         | 70        | 491       | 82         |
| 2020 | 98.037      | 10.115.567  | 1,0         | 143        | 118        | 25         | 685                       |         | 66        | 508       | 87         |
| 2022 | 103.485     | 10.297.170  | 1,0         | 140        | 115        | 25         | 739                       |         | 65        | 502       | 87         |